# キリンカップサッカー
キリンカップサッカー（英: KIRIN CUP SOCCER）は、日本で4月から6月ごろに開催されているサッカーの国際親善大会である。日本サッカー協会（JFA）が主催し、キリングループが特別協賛する。サッカー日本代表の進歩に大きな功績を残した大会である。

## 歴史

### 創設経緯

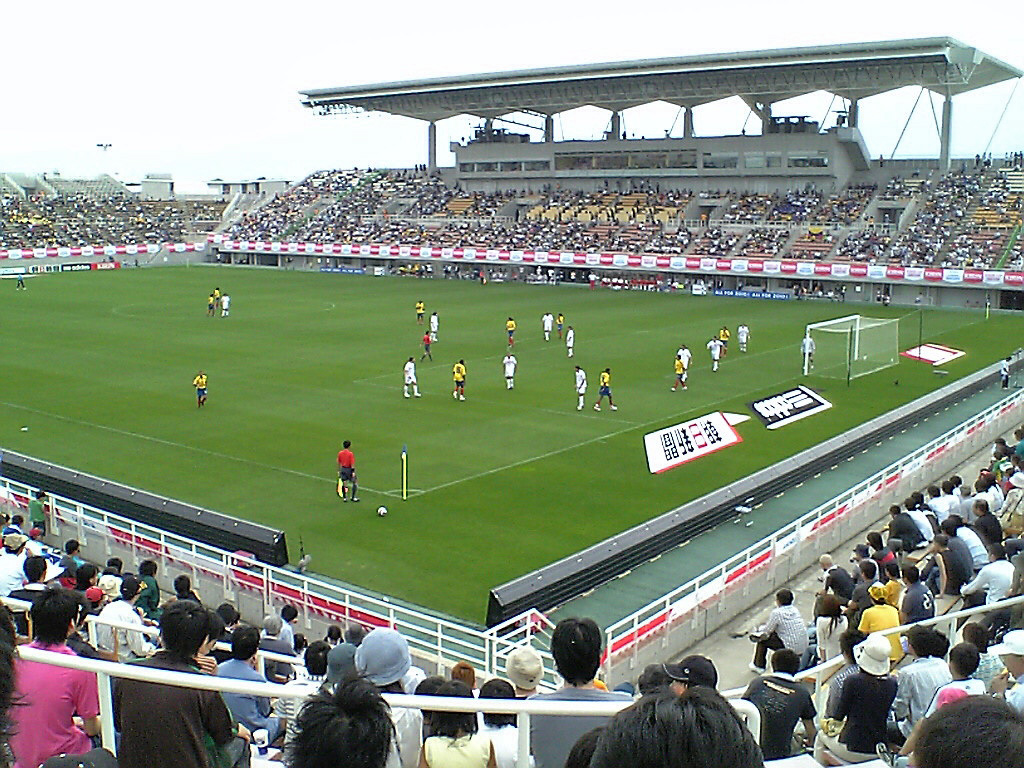
2007年大会、モンテネグロ対コロンビア戦

1976年、日本サッカー協会 (JFA) の実務のトップである専務理事に就任した長沼健は「我々はもっとアジアとの交流を深めていく必要がある。そのためにも、欧州や南米の強豪クラブを招き、アジア諸国の代表も加えたトーナメントが開けないだろうか」などと構想した。当時のJFAの財政は苦しく、大掛かりなイベントの開催を懸念する声も大きかったが、長沼は停滞する流れを変えようとこれを強行。自身が監督として日本代表（この時代の名称は全日本）を率い、1964年東京オリンピック、1968年メキシコ・オリンピックと偉業を達成しながら、その後は徐々に日本代表の成績も下降線をたどっていた。これに伴いサッカー人気も同様に下降線を示し、日本サッカーリーグ（JSL）の観客数もジリ貧の道をたどっており、何とかしなければならないという使命感は誰よりも強かった。こうして1978年5月に日本代表の強化を目的として「ジャパンカップ」という大会名で創設された。日本では初めての本格的なサッカー国際大会だった。当時の日本代表の主力は永井良和、金田喜稔、西野朗、加藤久らで監督は二宮寛。第一回大会は、前年バロンドールを受賞したアラン・シモンセンやユップ・ハインケス、ヘルベルト・ヴィマーらを擁し、ブンデスリーガ三連覇中のボルシアMGに、日本人初の欧州プロプレーヤー、奥寺康彦が所属していたケルンの凱旋試合もあり、ケルンは他にGKハラルト・シューマッハー、監督は名将・ヘネス・バイスバイラーと話題性も豊富だったが、大会全体でも15試合で16万2,500人、有料入場者は8万416人で1試合平均は5,000人強と赤字約6,000万円を計上した。第2回は前年のワールドカップで初優勝したアルゼンチン代表のリカルド・ビジャ、オズワルド・アルディレスらを擁するトッテナム・ホットスパーFC、ジャンカルロ・アントニョーニ率いるフィオレンティーナも来日したが、興行はさらに悲惨な結果となり、大会は赤字続きであった。

### キリンの協賛
そこで長沼が、まだ原宿の岸記念体育会館の小さな一室にあったサッカー協会の部屋の窓から、線路を挟んで目と鼻の先にかつて本社のあったキリンビールを眺め「ああいう大きな会社に支援をお願いできないものか」と思案し代理店なしで、人伝に同社とアポを取り、岡野俊一郎と共にキリンビールの小西秀次社長（当時）に直談判し、冠スポンサーを実現させた。今日続くキリンビールのサッカー日本代表オフィシャルスポンサーはこのとき始まる。各競技で次々に冠スポンサー大会が誕生して行くのは、まだ先の話で、スポーツ紙にジャパンカップが賞金大会になるという報道が出るとアマチュアの総本山日本体育協会から早速クレームがついた。JFAは「あくまで興行ではなく強化に主眼を置く大会である」を強調し、賞金ではなく1試合ごとのギャランティー制を導入した。キリンはすでに第1回大会からフィールドを囲む看板広告の協賛を得ていた。1980年の第3回大会から本格的なキリンの支援が始まり、日本体育協会などからの反対もあり、とりあえず大会名は「ジャパンカップ・キリンワールドサッカー」、1985年から「キリンカップサッカー」と名称が変更された。

### 初期の頃
長沼の最初の構想通り、1978年から1991年までは、国外のナショナルチームやクラブチームを招待して行われる代表とクラブが混合する大会だった。当時の日本代表のレベルを考えれば身の丈に合ったものであった。1970年代の日本代表はシーズンオフに来日する単独チームにも全く太刀打ちできないレベル。第1回から第11回大会まで全て海外のクラブチームが優勝した。1985年までは日本からは日本代表の他に、もう1チームが出場していた。当初は日本選抜が出場していたが、1980年からは前年度の天皇杯優勝チームに出場権が与えられるようになった。1987年大会にはUCサンプドリアが出場予定で、パンフレットにもサンプドリアの情報が印刷されたが、サンプドリアがUEFAカップ出場決定戦に出場することとなり、急遽トリノFCが参加した。1988年に一度休止したが、1991年に復活し、日本代表はタイ代表、イングランドのクラブチームトッテナムなどを下して国際大会初優勝を飾った。イングランド代表として東南アジア遠征に参加していたリネカーが急遽合流するなどトッテナムのコンディションは悪かったが、三浦知良の2ゴールで4–0で粉砕し、来日するヨーロッパや南米の強豪クラブに歯が立たない時代が続いたが、日本代表が明らかに力をつけていることを証明するような試合であった。当時高校生だった宮本恒靖日本サッカー協会会長もこの試合は衝撃的だったと述べている。

### 日本代表の進歩とともに
日本プロサッカーリーグ（Jリーグ）が開始する前年、1992年から国際サッカー連盟 (FIFA) 公認の国際Aマッチとなり、国外から2つのナショナルチームを招いて総当りのリーグ戦を展開している。この年、日本代表監督に初の外国人であるハンス・オフトが就任。監督としての初陣がキリンカップで、相手は1990年イタリアワールドカップで準優勝したアルゼンチン代表。アルフィオ・バシーレ監督率いるアルゼンチンは、バティストゥータにカニージャ、ルジェリ、ゴイコチェアといった錚錚たるメンバーだったが、オフト・ジャパンは0–1と健闘した。この試合で森保一と高木琢也が代表デビューを果たした。
1994年はアルゼンチン代表が出場するはずだったが、ディエゴ・マラドーナが麻薬による逮捕歴があるため日本入国の許可が下りないことが判明し、アルゼンチン代表が出場を辞退。代わりにオーストラリア代表が急遽出場した。

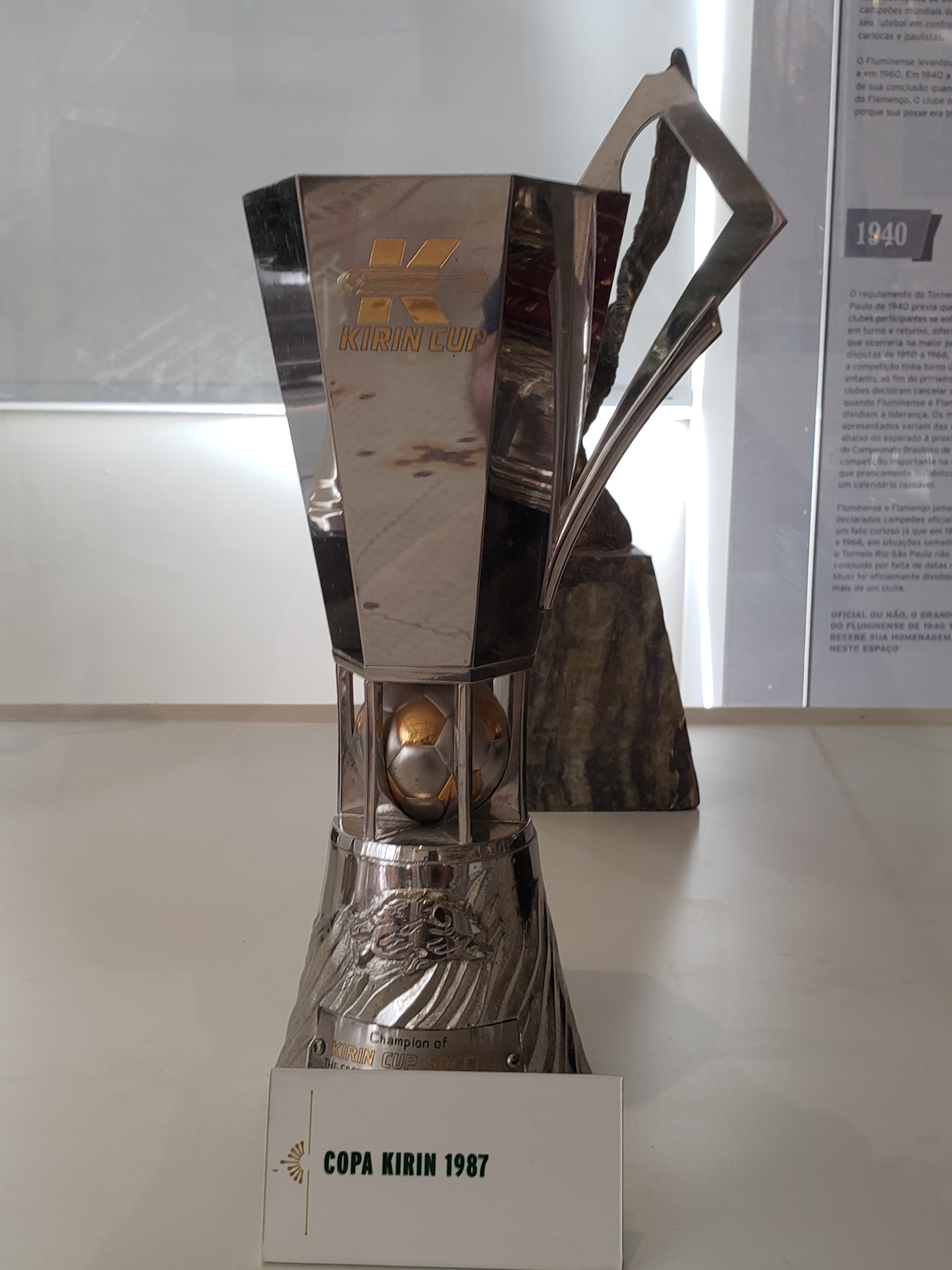
Kirin Cup 1987.

大会はヨーロッパのリーグ戦が終了する5～6月に開催されるのが通例だが、近年はワールドカップの予選やアジアカップの壮行試合という位置付けが強く、キリンカップでの勝敗よりも、ワールドカップやアジアカップでの勝敗の方が重要視されるようになった。1993年大会はワールドカップアメリカ大会・アジア1次予選の壮行試合を兼ねて3月7日と3月14日に日本の試合が行われた。
2002年、2003年は国際大会のスケジュールの関係（2002年はワールドカップ日韓大会の準備などの都合）で総当たりではなく、順位は定められなかった。
2011年は、史上初めて全ての試合がスコアレスドローとなったため、日本・チェコ・ペルーの3ヶ国同時優勝となった。
5年ぶりに開催された2016年は、4カ国によるトーナメント方式が採用されている(2022年も同様) 。
2010年以降、日本代表の国際試合のスケジュールの都合から開催されない年が多く出るようになった。ただし、開催されなかった年でも当大会が行われる期間に代替としてキリンチャレンジカップが行われる。
昔の映像はほとんど残っていないとされる。

## 協賛企業
キリングループの協賛企業としては、麒麟麦酒をメインにキリンビバレッジが加わるという体制が長らく続けられてきたが、2012年の幕開けとともに麒麟麦酒が「製販分離」を実施し、販売を別会社化（キリンビールマーケティング株式会社）した関係で、同年からキリンチャレンジカップともども実際の賞品目録授与はそれまでの麒麟麦酒の役員に代わりキリンビールマーケティングの役員が行うようになった。なお麒麟麦酒は引き続きメイン協賛企業として名を連ねる。
近年優勝チームに対し副賞品としては、ビールの「一番搾り」、缶酎ハイ飲料の「氷結」が麒麟麦酒から、スポーツドリンク（2011年の時点では「KIRIN LOVES SPORTS」）がキリンビバレッジから、それぞれ提供されているが、イスラム圏のチームが優勝した場合は宗教戒律により原則禁酒であるため（詳細はイスラム教における飲酒を参照）、実際には麒麟麦酒からは副賞が提供されない（キリンビバレッジからスポーツドリンクのみ贈呈。該当例は2005年のアラブ首長国連邦）。以前はキリンディスティラリー（旧・キリンシーグラム）より、シャンパンが贈呈されたことがあった。これは姉妹大会のキリンチャレンジカップの場合でも同様である。

## 大会名の遍歴
- 1978年 - 1979年「ジャパンカップ」
- 1980年 - 1984年「ジャパンカップ・キリンワールドサッカー」
- 1985年 - 「キリンカップサッカー」
- 出典:[7][8]

## 結果

### 1978年 - 1991年
| 1978年                  | ボルシアMG(1) · パルメイラス(1) | -                  | ケルン · コヴェントリー・C        | 日本 · 韓国 · タイ · 日本選抜           |          |            |
| 1979年                  | トッテナム(1)                   | ダンディー・U      | サン・ロレンソ フィオレンティーナ | 日本 · ビルマ · インドネシア · 日本選抜 |          |            |
| 1980年                  | ミドルズブラ(1)                 | エスパニョール     | 中華人民共和国 · 日本             | フジタ工業 アルヘンティノス             |          |            |
| 1981年                  | クラブ・ブルッヘ(1)             | インテル           | 日本 · エヴァートン               | 三菱重工 · 中華人民共和国               |          |            |
| 年度                    | 優勝（優勝回数）                | 準優勝             | 3位                               | 4位                                     | 5位      |            |
| 1982年                  | ブレーメン(1)                   | 日本               | フェイエノールト                  | シンガポール                            | 日本鋼管 |            |
| 1983年                  | ニューカッスル・U(1)            | ボタフォゴ         | ヤマハ発動機                      | シリア                                  | 日本     |            |
| 年度                    | 優勝（優勝回数）                | 準優勝             | ベスト4                           | グループリーグ敗退                      |          |            |
| 1984年                  | インテルナシオナル(1)           | アイルランド       | トゥールーズ · 中華人民共和国     | 日本 · 日本ユニバーシアード代表         |          |            |
| 年度                    | 優勝（優勝回数）                | 準優勝             | 3位                               | 4位                                     | 5位      | 6位        |
| 1985年                  | サントス(1)                     | ウルグアイ         | ウェストハム・U                   | 読売クラブ                              | 日本     | マレーシア |
| 1986年                  | ブレーメン(1)                   | パルメイラス       | 日本                              | アルジェリア選抜                        |          |            |
| 1987年                  | フルミネンセ(1)                 | トリノ             | 日本                              | セネガル                                |          |            |
| 1988年                  | フラメンゴ(1)                   | レバークーゼン     | 中華人民共和国                    | 日本                                    |          |            |
| 1989-1990年は開催されず |                                 |                    |                                   |                                         |          |            |
| 1991年                  | 日本(1)                         | ヴァスコ・ダ・ガマ | トッテナム                        | タイ                                    |          |            |

### 1992年 - 現在
- カッコ内の数字は優勝回数。

| 年                      | 優勝                                           | 準優勝                                         | 3位                                            | 4位        |
| ----------------------- | ---------------------------------------------- | ---------------------------------------------- | ---------------------------------------------- | ---------- |
| 1992年                  | アルゼンチン (1)                               | ウェールズ                                     | 日本                                           | —          |
| 1993年                  | ハンガリー (1)                                 | 日本                                           | アメリカ合衆国                                 | —          |
| 1994年                  | フランス (1)                                   | オーストラリア                                 | 日本                                           | —          |
| 1995年                  | 日本 (2)                                       | スコットランド                                 | エクアドル                                     | —          |
| 1996年                  | 日本 (3)                                       | メキシコ                                       | ユーゴスラビア                                 | —          |
| 1997年                  | 日本 (4)                                       | クロアチア                                     | トルコ                                         | —          |
| 1998年                  | チェコ (1)                                     | 日本                                           | パラグアイ                                     | —          |
| 1999年                  | ベルギー (1) · ペルー (1)                      | —                                              | 日本                                           | —          |
| 2000年                  | 日本 (5) · スロバキア (1)                      | —                                              | ボリビア                                       | —          |
| 2001年                  | 日本 (6)                                       | ユーゴスラビア                                 | パラグアイ                                     | —          |
| 2002年                  | 日本 · ホンジュラス · スロバキア（順位定めず） | 日本 · ホンジュラス · スロバキア（順位定めず） | 日本 · ホンジュラス · スロバキア（順位定めず） | —          |
| 2003年                  | アルゼンチン · パラグアイ · 日本（順位定めず） | アルゼンチン · パラグアイ · 日本（順位定めず） | アルゼンチン · パラグアイ · 日本（順位定めず） | —          |
| 2004年                  | 日本 (7)                                       | セルビア・モンテネグロ                         | スロバキア                                     | —          |
| 2005年                  | ペルー (2) · アラブ首長国連邦 (1)              | —                                              | 日本                                           | —          |
| 2006年                  | スコットランド (1)                             | ブルガリア                                     | 日本                                           | —          |
| 2007年                  | 日本 (8)                                       | コロンビア                                     | モンテネグロ                                   | —          |
| 2008年                  | 日本 (9)                                       | パラグアイ                                     | コートジボワール                               | —          |
| 2009年                  | 日本 (10)                                      | チリ · ベルギー                                | —                                              | —          |
| 2010年は開催されず      |                                                |                                                |                                                | —          |
| 2011年                  | 日本 (11) · ペルー (3) · チェコ (2)            | —                                              | —                                              | —          |
| 2012-2015年は開催されず |                                                |                                                |                                                | —          |
| 2016年                  | ボスニア・ヘルツェゴビナ (1)                   | 日本                                           | デンマーク                                     | ブルガリア |
| 2017-2021年は開催されず |                                                |                                                |                                                |            |
| 2022年                  | チュニジア (1)                                 | 日本                                           | ガーナ                                         | チリ       |

## 日本勢の成績
| 年     | 日本勢の成績（カッコ内）                                                        |
| ------ | ------------------------------------------------------------------------------- |
| 1978年 | 日本代表（1組 3位 1勝1敗1分け） 日本選抜（2組 4位 2敗1分け）                    |
| 1979年 | 日本代表（A組 3位 1勝1敗1分け） 日本選抜（B組 4位 3敗）                         |
| 1980年 | 日本代表（B組 2位 1勝1敗） フジタ工業（A組 3位 2敗）                            |
| 1981年 | 日本代表（B組 3位 2分け） 三菱重工（A組 2位 2敗）                               |
| 1982年 | 日本代表（2位 3勝1分け） 日本鋼管（5位 3敗1分け）                               |
| 1983年 | 日本代表（5位 1勝2敗1分け） ヤマハ発動機（3位 1勝1敗2分け）                     |
| 1984年 | 日本代表（A組 3位 1勝1敗） 日本ユニバーシアード代表（B組 3位 1敗1分け）         |
| 1985年 | 日本代表（予選リーグ 5位 1勝3敗1分け） 読売クラブ（予選リーグ 4位 2勝2敗1分け） |
| 1986年 | 日本代表（予選リーグ 3位 1勝2敗）                                               |
| 1987年 | 日本代表（予選リーグ 3位 1敗2分け）                                             |
| 1988年 | 日本代表（予選リーグ 4位 3敗）                                                  |
| 1991年 | 日本代表（優勝 3勝）                                                            |
| 1992年 | 日本代表（3位 2敗）                                                             |
| 1993年 | 日本代表（2位 1勝1敗）                                                          |
| 1994年 | 日本代表（3位 1敗1分け）                                                        |
| 1995年 | 日本代表（優勝 1勝1分け）                                                       |
| 1996年 | 日本代表（優勝 2勝）                                                            |
| 1997年 | 日本代表（優勝 2勝）                                                            |
| 1998年 | 日本代表（2位 2分け）                                                           |
| 1999年 | 日本代表（3位 2分け）                                                           |
| 2000年 | 日本代表（優勝 1勝1分け）                                                       |
| 2001年 | 日本代表（優勝 2勝）                                                            |
| 2002年 | 日本代表（1勝1分け）                                                            |
| 2003年 | 日本代表（1分け1敗）                                                            |
| 2004年 | 日本代表（優勝 2勝）                                                            |
| 2005年 | 日本代表（3位 2敗）                                                             |
| 2006年 | 日本代表（3位 1分1敗）                                                          |
| 2007年 | 日本代表（優勝 1勝1分）                                                         |
| 2008年 | 日本代表（優勝 1勝1分）                                                         |
| 2009年 | 日本代表（優勝 2勝）                                                            |
| 2011年 | 日本代表（優勝 2分）                                                            |
| 2016年 | 日本代表（2位 1勝1敗）                                                          |
| 2022年 | 日本代表（2位 1勝1敗）                                                          |

## 試合会場
試合開催時の名称に基づく。
- 札幌ドーム
- 札幌市円山競技場（Aマッチ指定以前）
- 宮城スタジアム
- 仙台スタジアム
- 山形県総合運動公園陸上競技場
- 埼玉スタジアム2002
- 千葉市蘇我球技場（フクダ電子アリーナ）
- 国立霞ヶ丘競技場陸上競技場
- 国立西が丘サッカー場（Aマッチ指定以前）
- 横浜国際総合競技場（日産スタジアム）
- 三ツ沢公園球技場
- 新潟スタジアム（東北電力ビッグスワンスタジアム）
- 長野県松本平広域公園総合球技場
- 富山県総合運動公園陸上競技場
- 静岡市清水日本平運動公園球技場（アウトソーシングスタジアム日本平）
- 豊田スタジアム
- 名古屋市瑞穂公園陸上競技場
- 岐阜メモリアルセンター長良川競技場
- 西京極陸上競技場
- 市立吹田サッカースタジアム
- 長居陸上競技場
- 神戸ウイングスタジアム（ノエビアスタジアム神戸）
- 広島ビッグアーチ
- 愛媛県総合運動公園陸上競技場
- 東平尾公園博多の森陸上競技場
- 東平尾公園博多の森球技場
- 鳥栖スタジアム
- 大分スポーツ公園総合競技場（大分銀行ドーム）

## 試合中継
- 1978年の開始当時から日本テレビで中継している。ただし、日本テレビの編成の都合で、他系列で放送される場合がある。
  - 2003年は第2戦のパラグアイ戦のみテレビ朝日で中継された。これは日本テレビがプロ野球中継（巨人×ヤクルト）を優先したためとされている。
  - 2007年の最終戦・日本vsコロンビア戦も日本テレビの編成上の関係でテレビ朝日から全国放送された。
  - また2008年も第2戦・日本vsコートジボワール戦がテレビ朝日、最終戦・日本vsパラグアイ戦がTBSで放送された。
  - 2009年は第1戦・日本vsチリ戦（長居スタジアム）がTBSで放送された。
  - 2011年は第1戦日本vsペルーがテレビ朝日、第2戦ペルーvsチェコがBS-TBS（地上波TBSでも当日深夜に録画放送された）、第3戦日本vsチェコがTBSといずれも日本テレビ以外で放送された。ちなみに、第1戦の前座試合として行われるU-22日本vsU-22オーストラリアはBS朝日で生放送された。
- いずれも、首都圏以外の地方都市で開催される場合も、在京キー局がメイン制作、地元局は技術協力として放送され、在京キー局からアナウンサー・解説者を派遣したり、中継の協賛スポンサー（キリンや日本代表のスポンサー以外の各社も含む）のネットセールスを行う。
- 日本代表のA代表が絡まない試合の場合、BSデジタル局の生放送か、地方系列局での録画中継になる場合がある。